# Strueth
Strueth est une commune française située dans la circonscription administrative du Haut-Rhin et, depuis le 1er janvier 2021, dans le territoire de la Collectivité européenne d'Alsace, en région Grand Est.
Cette commune se trouve dans la région historique et culturelle d'Alsace.

## Géographie
| Saint-Ulrich                 |         | Mertzen    |
|                              | Strueth |            |
| Suarce Territoire de Belfort |         | Hindlingen |

### Hydrographie

#### Réseau hydrographique
La commune est traversée par la ligne de partage des eaux entre les bassins versants du Rhin et de la Saône au sein respectivement du bassin Rhin-Meuse et du bassin Rhône-Méditerranée-Corse. Elle est drainée par la Largue, la Lutter et le canal d'alimentation du canal du Rhône au Rhin,,.
La Largue, d'une longueur de 51 km, prend sa source dans la commune de Oberlarg et se jette  dans l'Ill à Illfurth, après avoir traversé 28 communes. Les caractéristiques hydrologiques de la Largue sont données par la station hydrologique située sur la commune de Friesen. Le débit moyen mensuel est de 1,07 m3/s. Le débit moyen journalier maximum est de 35,6 m3/s, atteint lors de la crue du 9 août 2007. Le débit instantané maximal est quant à lui de 65,5 m3/s, atteint le 8 août 2007.
La Lutter, d'une longueur de 11 km, prend sa source dans la commune  et se jette  dans le canal du Rhône au Rhin à Magny, après avoir traversé dix communes. 

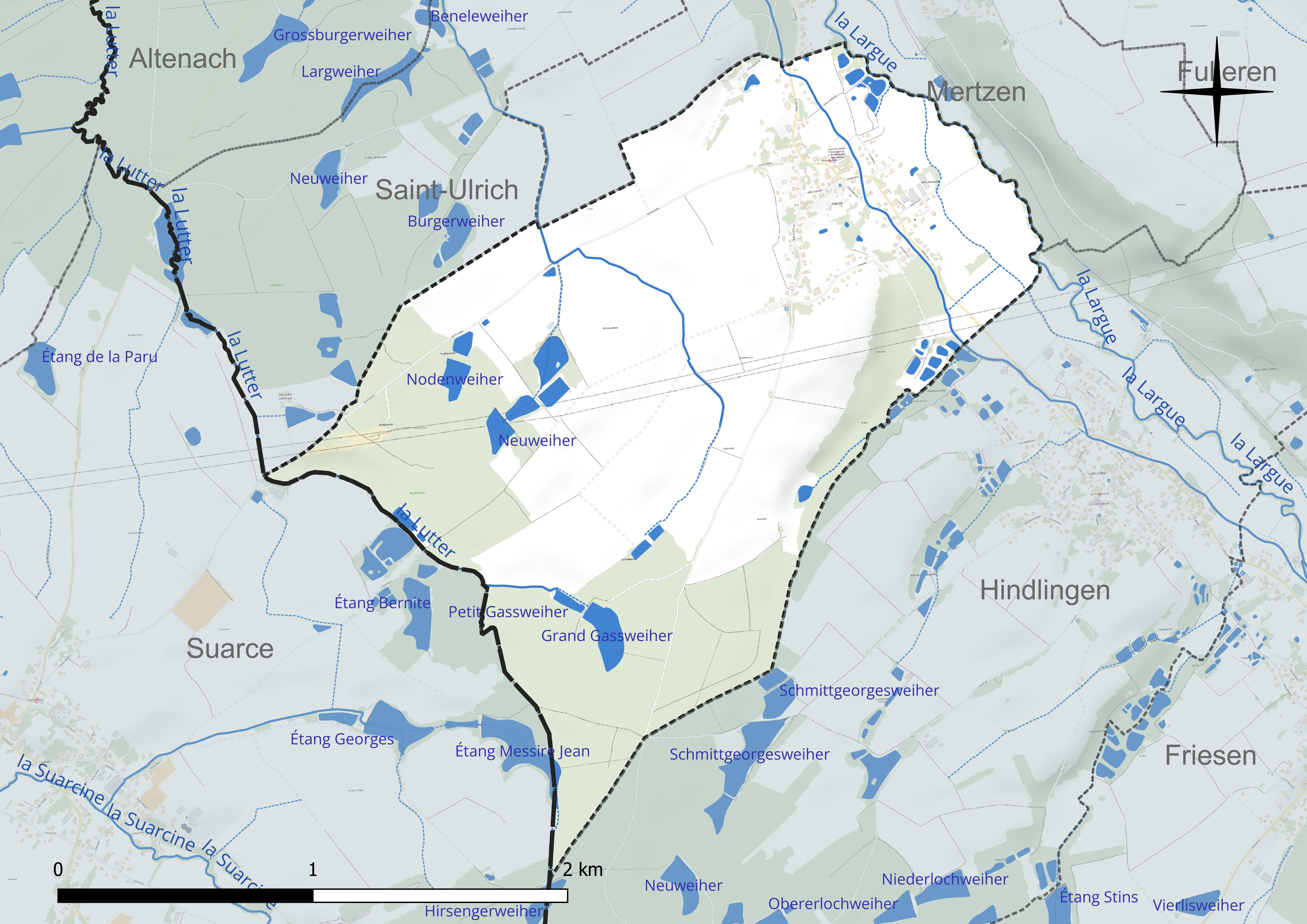
Réseau hydrographique de Strueth.

Cinq plans d'eau complètent le réseau hydrographique : le Grand Gassweiher (2,4 ha), le Petit Gassweiher (0,5 ha), l'étang Messire Jean, d'une superficie totale de 3,6 ha (0,4 ha sur la commune), Neuweiher (1,8 ha) et Nodenweiher (1,1 ha),.

#### Gestion et qualité des eaux
Le territoire communal est couvert par le schéma d'aménagement et de gestion des eaux (SAGE) « Largue ». Ce document de planification concerne le bassin versant de la Largue et une zone située à l'ouest du périmètre (la région de Montreux). Ce territoire s'étend sur 385 km2. Le périmètre a été arrêté le 4 mars 1996 et le SAGE proprement dit a été approuvé le 24 septembre 1999 puis révisé le 17 mai 2016. La structure porteuse de l'élaboration et de la mise en œuvre est le Syndicat mixte pour l'aménagement et la renaturation du bassin versant de la Largue et du secteur de Montreux, qui a évolué en Epage le 1er janvier 2018, sous le nom de Epage Largue. 
La qualité des cours d’eau peut être consultée sur un site dédié géré par les agences de l’eau et l’Agence française pour la biodiversité. 

### Climat
Pour des articles plus généraux, voir Climat du Grand Est et Climat du Haut-Rhin.
En 2010, le climat de la commune est de type climat de montagne, selon une étude du Centre national de la recherche scientifique s'appuyant sur une série de données couvrant la période 1971-2000. En 2020, Météo-France publie une typologie des climats de la France métropolitaine dans laquelle la commune est exposée à un climat semi-continental et est dans la région climatique  Vosges, caractérisée par une pluviométrie très élevée (1 500 à 2 000 mm/an) en toutes saisons et un hiver rude (moins de 1 °C). 
Pour la période 1971-2000, la température annuelle moyenne est de 9,8 °C, avec une amplitude thermique annuelle de 17,6 °C. Le cumul annuel moyen de précipitations est de 1 032 mm, avec 10,8 jours de précipitations en janvier et 9,7 jours en juillet. Pour la période 1991-2020, la température moyenne annuelle observée sur la station météorologique de Météo-France la plus proche, « Carspach », sur la commune de Carspach à 7 km à vol d'oiseau, est de 11,0 °C et le cumul annuel moyen de précipitations est de 827,7 mm. 
La température maximale relevée sur cette station est de 38,1 °C, atteinte le 4 août 2022 ; la température minimale est de −17,7 °C, atteinte le 5 février 2012,,. 
Les paramètres climatiques de la commune ont été estimés pour le milieu du siècle (2041-2070) selon différents scénarios d'émission de gaz à effet de serre à partir des nouvelles projections climatiques de référence DRIAS-2020. Ils sont consultables sur un site dédié publié par Météo-France en novembre 2022.

## Urbanisme

### Typologie
Au 1er janvier 2024, Strueth est catégorisée commune rurale à habitat dispersé, selon la nouvelle grille communale de densité à sept niveaux définie par l'Insee en 2022.
Elle appartient à l'unité urbaine de Dannemarie, une agglomération intra-départementale regroupant neuf  communes, dont elle est une commune de la banlieue,,. La commune est en outre hors attraction des villes,.

### Occupation des sols
L'occupation des sols de la commune, telle qu'elle ressort de la base de données européenne d’occupation biophysique des sols Corine Land Cover (CLC), est marquée par l'importance des territoires agricoles (62,2 % en 2018), une proportion identique à celle de 1990 (62,2 %). La répartition détaillée en 2018 est la suivante : 
terres arables (52,4 %), forêts (31,1 %), zones urbanisées (6,7 %), zones agricoles hétérogènes (5,5 %), prairies (4,3 %). L'évolution de l’occupation des sols de la commune et de ses infrastructures peut être observée sur les différentes représentations cartographiques du territoire : la carte de Cassini (XVIIIe siècle), la carte d'état-major (1820-1866) et les cartes ou photos aériennes de l'IGN pour la période actuelle (1950 à aujourd'hui).

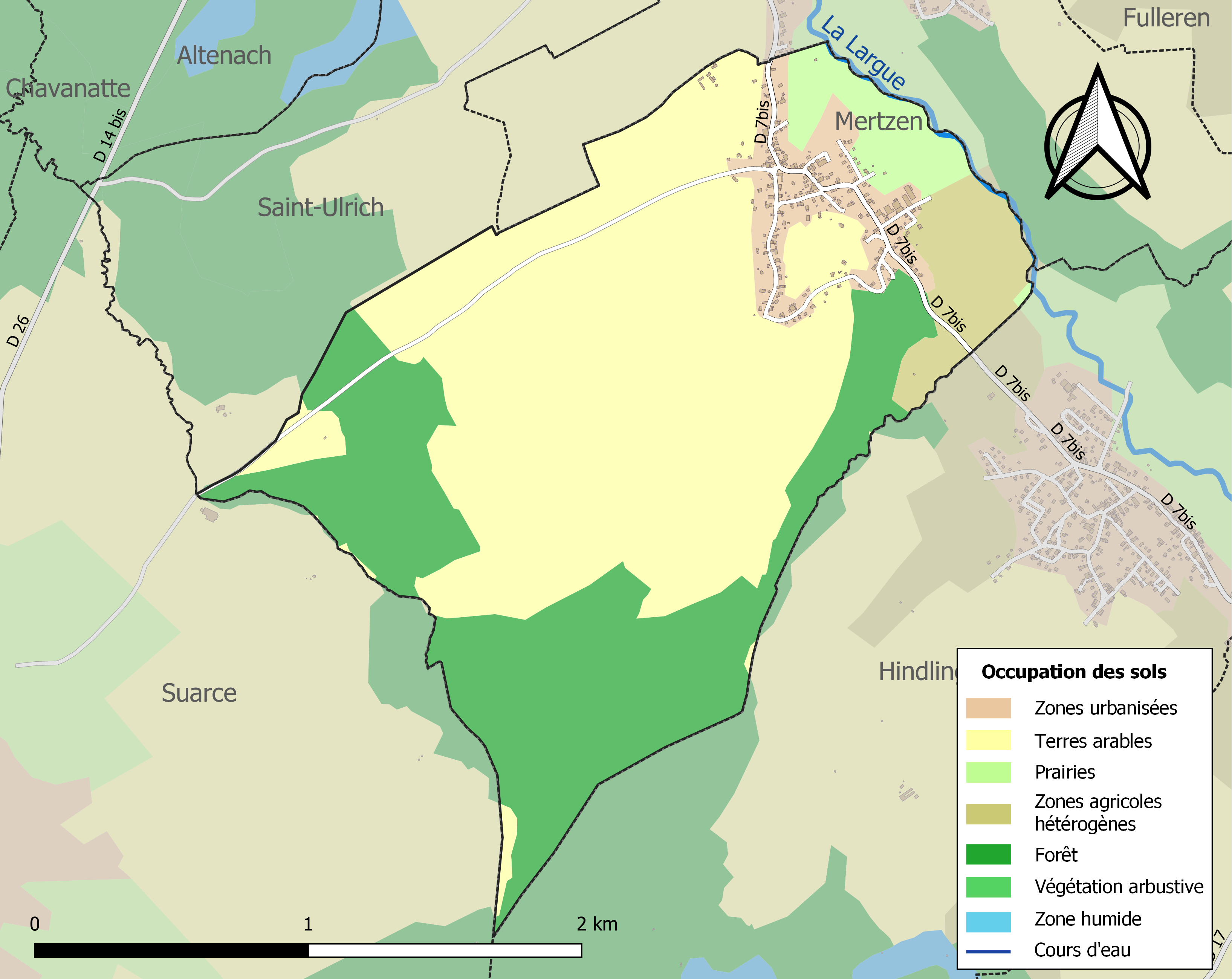
Carte des infrastructures et de l'occupation des sols de la commune en 2018 (CLC).

## Histoire

### Héraldique
| Blason de Strueth | Les armes de Strueth se blasonnent ainsi : « D'argent à la croix de gueules, la partie supérieure du fût passant dans une couronne d'or, la traverse chargée de trois étoiles à cinq rais de même. » |

## Politique et administration
| Période        | Période      | Identité             | Étiquette | Qualité |
| -------------- | ------------ | -------------------- | --------- | ------- |
| mars 2001      | avril 2006   | Henri Richert        |           |         |
| mai 2006       | avril 2009   | Jean-Paul Bey        |           |         |
| mai 2009       | juillet 2012 | Yvon Paul            |           |         |
| septembre 2012 | en cours     | Jean-Jacques Mathieu |           |         |

## Démographie
L'évolution du nombre d'habitants est connue à travers les recensements de la population effectués dans la commune depuis 1793. Pour les communes de moins de 10 000 habitants, une enquête de recensement portant sur toute la population est réalisée tous les cinq ans, les populations de référence des années intermédiaires étant quant à elles estimées par interpolation ou extrapolation. Pour la commune, le premier recensement exhaustif entrant dans le cadre du nouveau dispositif a été réalisé en 2007.

En 2022, la commune comptait 354 habitants, en évolution de +5,36 % par rapport à 2016 (Haut-Rhin : +0,66 %, France hors Mayotte : +2,11 %).
| 1793 | 1800 | 1806 | 1821 | 1831 | 1836 | 1841 | 1846 | 1851 |
| ---- | ---- | ---- | ---- | ---- | ---- | ---- | ---- | ---- |
| 328  | 320  | 270  | 372  | 392  | 394  | 389  | 398  | 390  |

| 1856 | 1861 | 1866 | 1871 | 1875 | 1880 | 1885 | 1890 | 1895 |
| ---- | ---- | ---- | ---- | ---- | ---- | ---- | ---- | ---- |
| 356  | 345  | 355  | 364  | 353  | 351  | 328  | 307  | 326  |

| 1900 | 1905 | 1910 | 1921 | 1926 | 1931 | 1936 | 1946 | 1954 |
| ---- | ---- | ---- | ---- | ---- | ---- | ---- | ---- | ---- |
| 336  | 303  | 287  | 268  | 250  | 237  | 218  | 202  | 214  |

| 1962 | 1968 | 1975 | 1982 | 1990 | 1999 | 2006 | 2007 | 2012 |
| ---- | ---- | ---- | ---- | ---- | ---- | ---- | ---- | ---- |
| 213  | 231  | 246  | 267  | 281  | 339  | 323  | 321  | 338  |

| 2017 | 2022 | - | - | - | - | - | - | - |
| ---- | ---- | - | - | - | - | - | - | - |
| 331  | 354  | - | - | - | - | - | - | - |

## Lieux et monuments
|  |